# Luiz Alberto Figueiredo

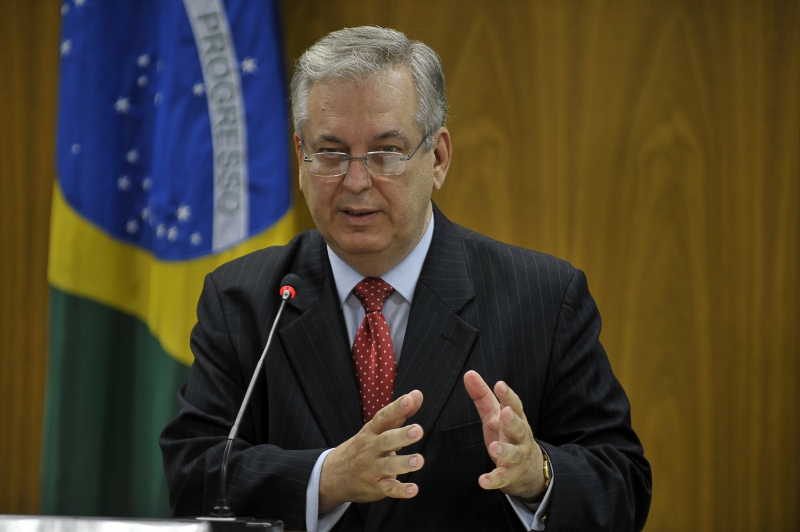
Luiz Alberto Figueiredo

Luiz Alberto Figueiredo Machado (*  17. Juli 1955 in Rio de Janeiro) ist ein brasilianischer Jurist und Diplomat. Er war vom 26. August 2013 bis zum 31. Dezember 2014 Minister für Auswärtige Angelegenheiten Brasiliens.

## Leben und Wirken
Er schloss sein Studium der Rechtswissenschaften an der Universität des Bundesstaates Rio de Janeiro (UERJ) im Jahre 1977 ab und graduierte anschließend am Rio Branco-Institut (IRBr). Zwei Jahre vor seiner Ernennung zum Minister durch Präsidentin Dilma Rousseff war er als Ständiger Vertreter Brasiliens bei den Vereinten Nationen (UN) tätig.
Als Diplomat war Luiz Figueiredo vor seiner Position bei der UN in den Botschaften in London, Washington und Ottawa sowie Stellvertretender Missionschef Brasiliens bei der UNESCO in Paris. In anderen Positionen befasste er sich multilateralen Themen wie Abrüstung, Ozeane, Antarktis, Weltraum, Gesundheit und Umwelt.
Luiz Figueiredo amtierte als Direktor der Abteilung für Umwelt- und besondere Aufgaben von 2005 bis 2010. Aufgestiegen war er in den Rang eines Botschafters im Jahr 2009 und wurde Staatssekretär für Umwelt, Energie, Wissenschaft und Technologie im Jahr 2011. Bei der UN betreute er alle brasilianischen Regierung bei Verhandlungen über Umwelt, Technologie, Energie, Wissenschaft, Ozeane und Weltraum. Botschafter Figueiredo Machado fungierte seit 2005 als Verhandlungsführer Brasiliens im Prozess Klimaveränderung.